# Eucypris arcadiae
Eucypris arcadiae är en kräftdjursart som beskrevs av N. C. Furtos 1936. Eucypris arcadiae ingår i släktet Eucypris och familjen Cyprididae. Inga underarter finns listade i Catalogue of Life.